# أندرو وايت (لاعب كرة سلة)
أندرو وايت (16 يونيو 1993 في الولايات المتحدة - ) (بالإنجليزية: Andrew White) هو لاعب كرة سلة أمريكي في مركز هجوم صغير الجسم. لعب مع أتلانتا هوكس وكانساس جايهوكس ‏.

## وصلات خارجية
- أندرو وايت (لاعب كرة سلة) على موقع إن بي أي (الإنجليزية)
- أندرو وايت (لاعب كرة سلة) على موقع سبورتس رفرنس (الإنجليزية)
- أندرو وايت (لاعب كرة سلة) على موقع كرة السلة الأوروبية.كوم (الإنجليزية)
- أندرو وايت (لاعب كرة سلة) على موقع كلية كرة السلة في سبورتس رفرنس.كوم (الإنجليزية)
- أندرو وايت (لاعب كرة سلة) على موقع ريلجم (الإنجليزية)
- أندرو وايت (لاعب كرة سلة) على موقع بروبوليرز (الإنجليزية)
- أندرو وايت (لاعب كرة سلة) على موقع سبورتس رفرنس (الإنجليزية)